# Nola obliqua
Nola obliqua är en fjärilsart som beskrevs av George Thomas Bethune-Baker 1908. Nola obliqua ingår i släktet Nola och familjen trågspinnare. Inga underarter finns listade i Catalogue of Life.